# Snagov (Aria Naturală Protejată - Lacul Snagov)

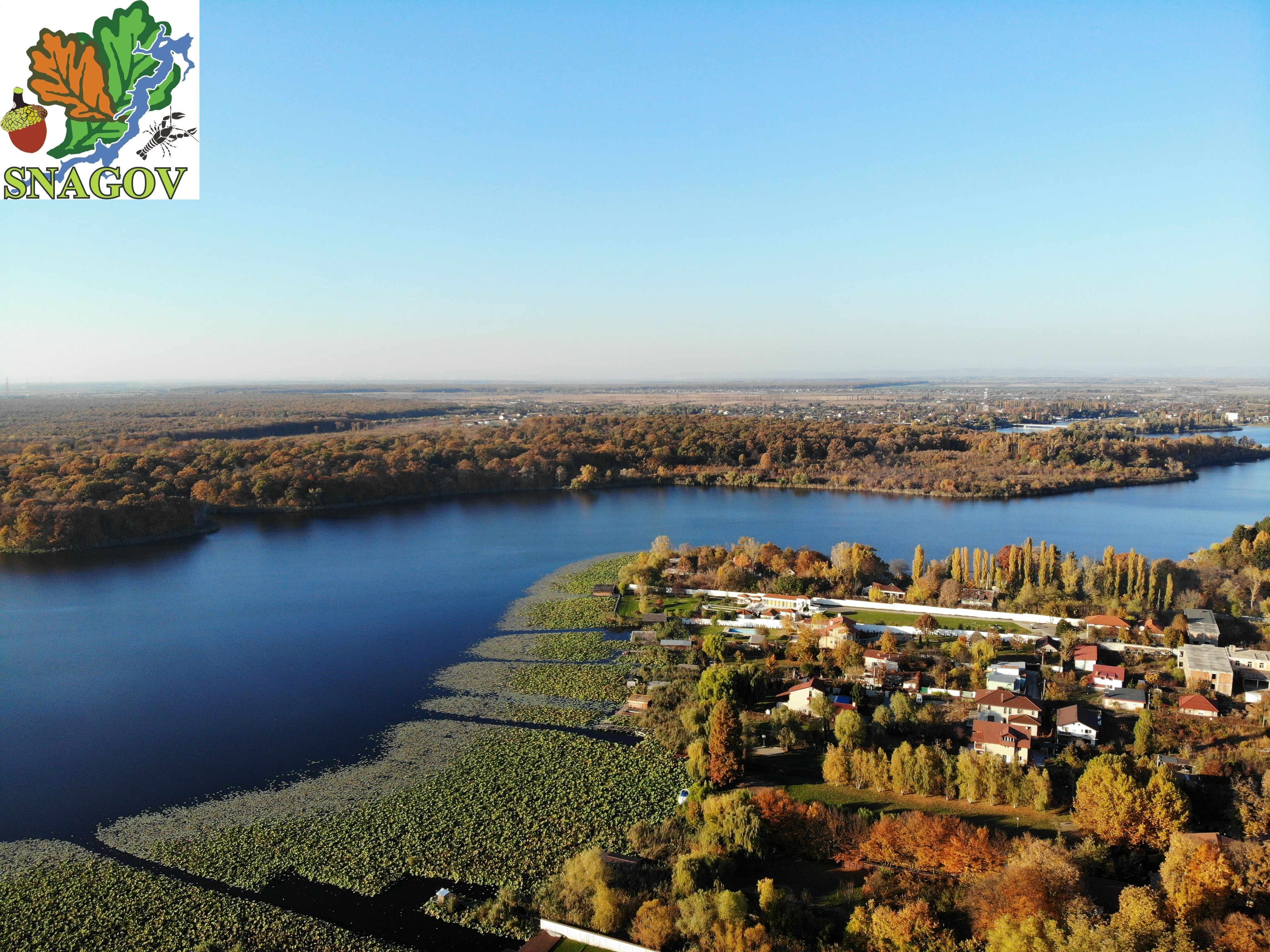
2021 - Snagov, lacul și pădurea protejate: RNCS, ANPLS, ANPPS

Aria naturală protejată Lacul Snagov (ANPLS) este o arie protejată naturală de interes național, apărută în premieră în anexa Legii 5/2000  cu următoarele detalii: nr. 557, Lacul Snagov, cod 2.560, suprafață de 100 ha din Lacul Snagov.
Suprafața sa de 100 ha este inclusă Rezervația Naturală Complexă Snagov (RNCS) care are o suprafață de 1147,7ha, înființată prin HCM894/1992.
Valabilitatea legală a RNCS este reconfirmată de Ministerul Mediului și în 07.01.2020 Răspunsul Ministerului Mediului nr. 22595/IOS din 07.01.2020 despre valabilitatea legală a RNCS.
În adresă, ministerul confirmă și includerea acesteia în angajamentele internaționale ale României (tratate/convenții) semnate în anii 199x, chiar dacă nu a fost inclusă în Legea 5/2000 (omisiune recunoscută și asumată de minister, care în 2020 a derulat procedura legală și pentru includerea în anexele L5/2000). Totodată, autoritățile statului nu au putut face nici dovada documentelor de fundamentare științifică și de stabilire a limitelor, deci de parcurgere a etapelor si procedurilor specifice - pentru înființarea celor două mici arii protejate menționate pentru prima dată și incluse în L5/2000, iar local incluse în Lacul Snagov (doar 100ha din totalul de ~600ha) și [Pădurea Snagov] (doar 10ha din ~930ha).
Planul de Management  și Regulamentul  adecvat pentru administrare este publicat în Monitorul Oficial nr. 318 bis din 18.05.2016, pentru [Aria naturală protejată Lacul Snagov] (în baza setului de 10 studii științifice, realizate și în vecinătatea ANPLS și recepționate de Ministerul Mediului în 14.10.2014)
Oficial, ANPLS este în prezent protejată pentru lista oficială cu 42 de specii protejate.. Este de reținut că cercetătorii au propus lista cu 171 specii protejate, conform Avizului favorabil al Ministerului Mediului

## Localizare

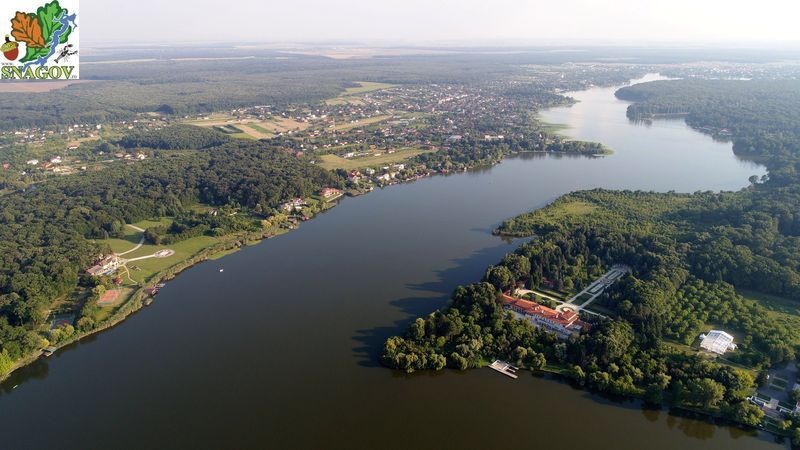
2021 - Vedere aeriană asupra lacului - spre amonte

ANPLS este situată în sudul țării, în Câmpia Română, în nordul județului Ilfov, mai exact în zona și mijlocul foștilor Codrii Vlăsiei.
Lacul Snagov pare să se fi menținut (în mijlocul pădurii milenare cu stejari) ca zonă umedă, inclusiv în perioadele tropicale (din care moștenește opt specii de orhidee cât și din câteva (mini) glaciațiuni (căci specii care preferă regimuri climatice mai reci: alun, speciile de fag Fagus orientalis etc.). Foarte lungă continuitate a prezenței apei (lacului / limanului fluviatil) poate fi susținută și prin specii de pești: relicte ponto caspice (Dreissena, Calcaburnus, [Proterorhinus marmoratus] / ''Gobius'') corelate cu specii din Marea Neagră) - fiind foarte plauzibil să fie o rămășiță din perioada Mării Sarmatice / Paratethys.
ANPLS se află în extremitatea nordică a județului Ilfov pe teritoriile administrative ale comunelor:Snagov, Gruiu fiind accesibilă prin DJ101B, DN1 pe ruta: București - Ploiești și Autostrada A3 (România).

## Înființare

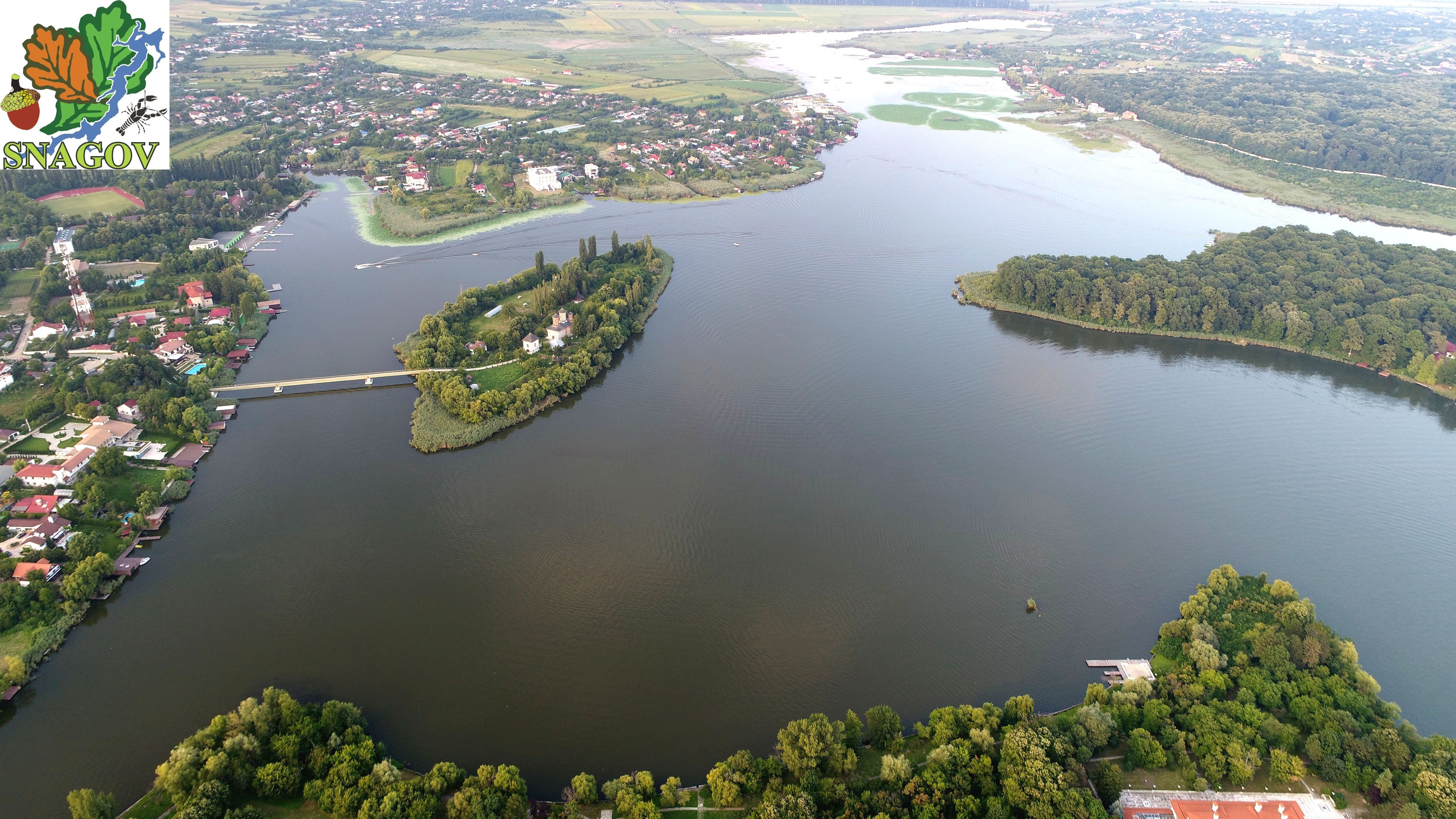
2021 - Snagov, lacul, insula cu mănăstirea: RNCS, ANPLS, Delta Snagovului

Referitor la ANPLS există numeroase demersuri pentru a se clarifica legalitatea înființării acesteia și diferite implicații asociate, avand în vedere următoarele:
1) timp de 18 ani (2000-2018), autoritățile nu au putut oferit detalii legate de documentația științifică aferentă ori de fundamentare a stabilirii limitelor, despre avizele obligatorii, grupurile de lucru, despre lipsa avizului obligatoriu din partea Comisiei pentru Ocrotirea Monumentelor Naturii 
2) de ce s-ar înființa o arie naturală protejată - doar cu luciu de apă, în condițiile în care multe specii protejate: țestoasa (Emys orbicularis), șarpele de apă (Natrix tesellata) etc. - au nevoie de zona de protecție (ripariană) de pe maluri pentru înmulțire prin depunere de ouă - la fel ca multe alte specii. Mai ales că există pădure riverană a statului - toată inclusă deja în RNCS (existentă legal);
3) de ce lista de specii pentru care a fost protejata ANPLS a fost oferită doar informal și numai de către APM Ilfov. Iar această listă cuprinde doar 6 specii din care una este un lotusul indian, specie alohtonă - Nelumbo nucifera - și care de fapt are comportament invaziv și pe lacul Snagov, așa cum este încadrată în aproape toată lumea. Cum au putut fi ignorate zeci de specii protejate, rare și amenințate existente și cunoscute și din zecile de articole și cercetări științifice realizate între 1904 - 1998 (ușor accesibile și public);
4) cum de s-au înființat simultan două mici arii naturale protejate la Snagov (deci și Aria Naturală Protejată Pădurea Snagov (ANPPS)  de 10 ha), care sunt alipite pe cea mai mare latură a lor. Căci însăși nefragmentarea este un principiu ecologic central, iar aici habitatele se întrepătrund și multe specii au nevoie de resurse din cealaltă arie naturală protejată. Dar și administrativ, căci ceea ce s-a făcut este cel extrem de nefiresc, căci pe lângă faptul că fiecare arie este în sine foarte mică, astfel se mai și dublează costurile de monitorizare / raportare;
5) autoritățile statului nu au răspuns / reacționat nici după ce au fost sesizate repetat pentru infracțiuni care se bazează și pe problemele (astfel) create: PUG Snagov 2005, autorizații de construcție pe malul lacului care implică modificări ale acestora, destufizări, betonări etc.;
6) Ministerul Mediului nu a demarat acțiunile de asigurare a protecției obligatorii - nici după ce a fost informată în scris și prin Memoriu științific  semnat de specialiști, despre existența habitatului de importanță comunitară (prioritar) 7210 cu Cladium mariscus;
7) demersurile de clarificare a limitelor reale a ANPLS continuă să aibă contradicții în sensul că în lista din L5/2000 figurează cu 100 ha, dar din harta dată informal de la APM Ilfov, conturul însumează pe teren ori estimat prin Google Earth - circa 180 ha. Clarificarea și corecțiile necesare nu s-au putut face nici cu ocazia câtorva oportunități (proiecte) publice pentru eventuale corecții ori modificări argumentate - și din cauza lipsei documentelor oficiale necesare  pentru ANPLS;
8) în perioada în care s-au înființat siturile Natura 2000, nu s-au putut face demersuri și pentru cele două arii de la Snagov - atât din lipsa de documentelor oficiale clare (lista speciilor de protejat, harta cu limite) cât și datorită preluării acestei inițiative de la custodele voluntar existent de câtre APM Ilfov Arhivat în 20 octombrie 2021, la Wayback Machine., care ulterior nu a mai făcut nimic;
9) din circa 177 specii protejate, rare și amenințate, fundamentate în scris sub forma de studii științifice de echipe de cercetători, în cadrul unui proiect POS - MEDIU, studii care au fost și recepționate (deci asumate) de Ministerul Mediului - ulterior, în Planul de Management al ANPLS au fost păstrate doar 48 de specii (și acelea cu unele erori) - cu justificarea că speciile care au fost raportate de cercetători pe malurile riverane (deci cu coordonate GPS în afara perimetrului luciului de apă din ANPLS) - a trebuit sa le excludă. Astfel multe specii extrem de importante (țestoase, șerpi etc.) au fost eliminate, căci cercetătorii le-au regăsit pe maluri și acolo le-au făcut poze și cu acele coordonate le-au pus în studiile depuse;
10) Ministerul Mediului, nu a transmis date și implicații / obligații rezultate din studiile științifice recepționate în urma POS-MEDIU, nici măcar subordonaților proprii precum Romsilva (cu Ocolul Silvic Snagov - care administrează pădurea inclusă în RNCS, riverană lacului și deci și ANPLS) cât și Apele Romane (care este administratorul lacului Snagov). Romsilva nu a înființat PVRC (Păduri cu Valoare Ridicată de Conservare) care să includă și suprafețe de la Snagov - din lipsa de sesizare oficială că există ceva de protejat, dar cumva, în noile amenajamente silvice a uitat și 
de existența RNCS (argumentând prin 2021 că amenajamentele se fac doar prin preluarea info din cele precedente și nu obișnuiesc să mai verifice alt cadru legal ori să mai coreleze cu alte surse de date) - astfel că au făcut tăieri masive și au contribuit (in)direct la puneri în posesii și schimburi de pădure cu cel din RNCS etc. Apele Romane au argumentat că în lipsa altor informații oficiale - ei pot considera lacul Snagov și (doar) o acumulare de apă, care poate avea și maluri betonate, sens în care câțiva ani au și dat avize favorabile. ANPA Arhivat în 29 august 2010, la Wayback Machine. (de asemenea) a uitat de ANPLS ori RNCS și în 2020 chiar (prin administratorul mandatat) au tolerat popularea lacului cu specii de crap chinezesc (specii alohtone) - sub indiferența noului custode (din 18.08.2018) - ANANP Arhivat în 16 noiembrie 2021, la Wayback Machine.. Aceste autorități au refuzat informările, referințele și detaliile primite repetat (și în scris) de la Custodele ANPLS (Fundatia Snagov - un ONG) - deși chiar reprezentant oficial al statului român (prin convenția de custodie existenta) - cu justificare că orice astfel de informație trebuie să o primească doar ierarhic - dacă nu este publicată în Monitorul oficial;
11) nici după apariția și în Monitorul Oficial 318bis din 18.05.2016 a Planului de Management și Regulamentului ANPLS (chiar și numai pentru cele 100 ha), autoritățile menționate cu responsabilități explicite - nu au făcut nimic, argumentând tot că trebuie să primească și instrucțiuni de la propriile ierarhii administrative;
12) finanțarea măsurilor din Planul de Management al ANPLS sunt obligatorii (cel puțin din 2015 - pentru ANPLS). Pentru ciclul 2014-2020 de finanțare UE, euro-regiunea București - Ilfov nu a făcut demersurile necesare asiguratoare și astfel nu a fost eligibilă. Ceea ce implicit, transferă responsabilitățile autorităților centrale și locale (care nu au făcut nimic pentru lunga listă de nevoi din Planul de management - din 2015);
Constatăm existența unor ambiguități legale create de către autorități: RNCS este omisă 20 de ani, dar recunoscută în 07.01.2020 ca fiind în vigoare și totuși nerespectată operațional, iar ANPLS este aparent recunoscută de autorități, dar posibil ilegal constituită.
În acest context, având în vedere că ANPLS (100-180 ha) este inclusă în RNCS (1147,7ha), pentru ANPLS prezentăm câteva argumente pozitive.
ANPLS una dintre prea puținele arii naturale protejate din județul Ilfov.
Unicitatea ANPLS provine din continuitatea apelor abundente din Lacul Snagov considerat și liman fluviatil, aflate timp îndelungat în mijlocul foștilor Codrii ai Vlăsiei. 
Apa lacului (și a ANPLS) trebuie considerată și în interdependență (cel puțin prin umiditatea comună) cu pădurea riverană și a zonei, care conține multe bălți permanente și temporare și întreaga zonă are văi line - rezultate din fostele ravene, colmatate în timp. Cert este că mulțimea de bălți și din pădure, a amplificat și securizat continuitatea umidității zonei - fapt care a favorizat menținerea unei bogate biodiversități, până foarte recent.
Lacul Snagov are atât izvoare proprii, dar primește o cantitate mică de apă și din râul Ialomița în amonte, în localitatea Bilciurești și debitează în aval, în același râu, după ce formează Delta Snagovului.
Începând cu 2012 s-au depus Memorii științifice la Ministerul Mediului pentru reconsiderarea și extinderea ariilor naturale protejate de la Snagov, prin semnalarea existenței în Coada Cățelului din Snagov sat a habitatului prioritar 7210* (Mlaștini calcaroase cu Cladium mariscus și specii din Caricion davallianae). Apoi în 2015 și 2016, Fundatia Snagov a depus tot la Ministerul Mediului și documentele prevăzute legal (avizate și de Comisia pentru Ocrotirea Monumentelor Naturii, pentru extinderea RNCS de la 1147,7 ha la 2080,2 ha (în fond, doar cu luciul lacului din amonte și aval, deci fără impact imobiliar).
Între 2008 - 2018, a existat custodele voluntar - Fundatia Snagov (fiind reprezentant al statului român, conform legislației) și care a realizat și apoi utilizat Planul de Management și Regulamentul ANPLS publicat în Monitorul Oficial 318bis din 18.05.2016.
Din 2000 (după legea 5/2000), oficial, RNCS nu are administrator. Iar din 18.08.2018, administratorul Ariei Naturale Protejate Lacul Snagov este ANANP Arhivat în 16 noiembrie 2021, la Wayback Machine..

## Biodiversitate
Pentru ANPLS, cercetătorii au inventariat între 2011-2013 circa 800 de specii în 4 habitate principale, rezultând o listă propusă cu 171 specii care au considerat că necesită protejare. În acel context s-a considerat și o zonă tampon de 500 m față de limitele ANPLS (doar luciu de lac).
Diferența rezultată este enormă (171:5 : 34 ori), deci față de numai 5 specii protejate, câte se comunicase informal de APM Ilfov, pentru ANPLS - înainte de realizarea acestor studii. 
Totuși, Ministerul mediului a acceptat numai un total de 42 specii protejate din 171, restul fiind respinse pentru că nu au avut coordonatele GPS ale pozelor ori în tabelul depus - strict în perimetrul ANPLS. Căci per specie s-a raportat câte o singură înregistrare (față de multiplele înregistrări - rezultate la vizitele de monitorizare). Astfel că toate speciile la care s-a întâmplat ca în lista depusă să existe coordonate GPS pe maluri și vecinătate - au fost toate respinse. Cercetătorii nu au anticipat o astfel de neobișnuită interpretare ulterioară - în cazul special al Snagovului - pentru a fi trecut în tabelul depus, menționări cu coordonate GPS - strict în perimetrul ANPLS.
Cele 42 de specii menținute, corespund următoarelor încadrări:
1) se află în două habitate naturale protejate:
```
  
H3150
: Lacuri eutrofe naturale
[
13
]
  
  
H3160
: Lacuri si iazuri distrofice naturale
[
14
]
```

2) per diferite cadre legale, recomandări, angajamente internaționale etc.:
```
  13 specii protejate prin OUG 57 / 2007 (modificată prin Legea 49 / 2011): 2 prin Anexa 2 (cele 2 habitate), 9 prin Anexa 3 (necesită desemnare de arie 
 protejată), 2 prin Anexa 4A si 2 prin Anexa 4B (strict protejate)
  13 specii protejate prin Directiva Păsări 79/409/CEE (7 prin Anexa 1, 1 prin Anexa 2 și 5 prin Anexa 3)
  41 specii protejate prin Lista Roșie la nivel mondial - RED LIST IUCN 2012
  13 specii protejate prin Lista Roșie națională / locală (România)
   1 Convenția de la BERNA
```

Detalii despre reala biodiversitate a zonei Snagov - găsiți în prezentarea Rezervației Naturale Complexe Snagov] (căci ulterior 2013, s-au continuat inventarierile și confirmările de specii de la Snagov până la circa 1400 - dintr-un total estimat de 4200).
Biodiversitatea (acvatică și terestră) este de fapt multiplicată de existența unei diversități de soluri cât și a unor scări mai extinse de condiții (umiditate, temperatură, lumină / troficitate). Variații create chiar și de densitatea (sălbatică) a codrilor de stejari ori apei lacului, cu sedimentele și vitezele diferite de curgere, nutrienți).
Mixul de pădure și apă (lac, bălți permanente și temporare), în timp îndelungat (milioane de ani) cu perioade calde (semi-tropicale / mici-glaciațiuni) au  permis și păstrarea (prin aclimatizare) a unui set extins de specii - decât cele uzual asociate habitatelor generice / principale.
Astfel chiar și etajele de vegetație se regăsesc întrepătrunse în zona Snagovului: zona pădurilor de stejar, cu subetajele gorunului și fagului cât și cu zone silvostepei.
De fapt întreaga zonă (extinsă) are caracteristici de zonă umedă (dacă consideram și cele două situri N2000 aflate în amonte Scroviștea (sit SCI) și avalul Grădiștea - Căldărușani - Dridu zonei Snagov).
Întreaga zonă este relevantă și pentru culoarul de migrație a păsărilor.
Există atât un set de noi plante alohtone (peste 50 identificate) - dintre care circa 6 cu comportament invaziv, cel mai specific fiind Nelumbo nucifera (lotusul indian) - care pe lacul Snagov a ajuns la circa 10 hectare.
Și există și peste 70 de specii (considerate în prezent ca fiind protejate, rare și amenințate) - care au fost menționate ca prezente la Snagov dar care în prezent nu au mai fost regăsite. Astfel încât numărul total al speciilor dispărute față de 1950 (când au început modificările antropice relevante), e plauzibil să fie de câteva ori mai mare.
- Pentru mai multe detalii, vizitați secțiunea din RNCS ori din site-ul Fundatiei Snagov.

### Habitate
ANPLS conține două habitate principale:
H 3150 Lacuri eutrofe naturale cu vegetație de Magnopotamion sau Hydrocharition 
H 3160 Lacuri și iazuri distrofice naturale 
- Pentru mai multe detalii, vizitați secțiunea din RNCS ori din site-ul Fundatiei Snagov.

### Floră
Din 800+ specii identificate în RNCS: 14 specii de briofite, 460+ plante vasculare, 410+ autohtone, 50+ alohtone. 
Speciile reținute din ANPLS pentru protejare de [Ministerul Mediului], sunt:
[Ceratophyllum demersum] Cosor / [Lemna minor] Lintiță, [Lemna trisulca] Lintiță mare / [Myriophyllum spicatum] Penița apei, [Persicaria amphibia] [syn. Polygonum amphibium] Sălcuță, Troscot de baltă /  [Persicaria lapathifolia] Iarbă roșie / [Salvinia natans] Peștișoară / [Spirodela polyrrhiza], [Taxodium distichum] Chiparos de baltă / [Typha angustifolia] Papură / Urtica kioviensis Urzică mare / [Vallisneria spiralis] Sârmuliță
Ministerul Mediului a folosit criteriul "rămân doar speciile pentru care au fost prezentate coordonate GPS aflate strict în perimetrul ANPLS" și astfel a eliminat majoritatea plantelor justificate.
- Pentru mai multe detalii, vizitați secțiunea din RNCS ori din site-ul Fundatiei Snagov.

### Faună
Fauna din RNCS este diversificată, dependenta de diversitatea florei (habitatelor) și reprezentată de mai multe specii de mamifere, păsări, pești, amfibieni și reptile, unele protejate prin lege și aflate pe lista roșie a IUCN.

### Amfibieni și Reptile
Speciile reținute din ANPLS pentru protejare de  Ministerul Mediului, sunt:
Amfibieni: [Bombina bombina] Izvoraș cu burtă roșie, Buhai de baltă cu burta roșie / [Pelophylax kl. Esculentus] broasca de baltă, broasca comestibilă  / [Pelophylax ridibundus] broasca de baltă, broasca mare de lac
Reptile: [Lacerta agilis] șopârla cenușie / [Natrix tessellata] șarpele de apă
Ministerul Mediului a folosit criteriul "rămân doar speciile pentru care au fost prezentate coordonate GPS aflate strict în perimetrul ANPLS" și astfel a eliminat majoritatea pasărilor justificate.
- Pentru mai multe detalii, vizitați secțiunea din RNCS ori din site-ul Fundatiei Snagov.

### Pești
Ministerul Mediului nu a reținut nicio specie de pești de protejat din ANPLS (atât datorită lipsei de coordonate GPS explicite în lista depusă, dar și ignorând mobilitatea firească a acestora, în întreg lacul, din care sub o treime corespunde ANPLS).
Ministerul Mediului nu a reținut nicio specie de pești de protejat în ANPLS (pentru că speciile prezentate de specialiști, nu au avut coordonate GPS, căci cercetătorii au considerat că peștii înoată în tot lacul și nu stau doar în sfertul central al lacului de 600+ ha, unde este ANPLS). Însă criteriul folosit de Minister a fost: "rămân doar speciile pentru care au fost prezentate coordonate GPS aflate strict în perimetrul ANPLS".
- Pentru mai multe detalii, vizitați secțiunea din RNCS ori din site-ul Fundatiei Snagov.

### Păsări
Circa 250 de specii de păsări pot fi văzute în zona Snagov în cursul unui an. 175 (care și cuibăresc) au fost monitorizate pe o durată de 25 de ani de cercetători.
În 2012-2015 s-au mai format colonii de păsări pe lacul Snagov în Delta și pe câteva cozi (golfuri) din cele 11 ale lacului.
Primăvara și toamna pot fi observate păsările migratoare. Iar în fiecare iarnă, diferite grupuri de păsări tot (mai) încearcă să ierneze pe lac. Însă datorită presiunii antropice, după 2010 - decid să plece după 7-15 zile de încercări.
Speciile reținute din ANPLS pentru protejare de Ministerul Mediului, sunt:
[Acrocephalus arundinaceus] lăcar de stuf / [Apus apus] Lăstunul mare, drepneaua neagră / [Asio otus] ciuf de pădure / Corvus corone sardonius Cioara griva sudică / [Egretta alba] egreta mare (alba)
[Egretta garzetta] egreta mică (alba) / [Emberiza citrinella] presură galbenă, de câmp / [Falco subbuteo] Șoimul rândunelelor / [Falco tinnunculus] Vânturel rosu, vindereul / Șoimul roșu, de turn / [Ficedula parva] muscar mic / [Fulica atra] Lișiță / [Ixobrychus minutus] stârcul pitic / [Larus argentatus] pescăruș argintiu / [minutus] pescăruș mic, de baltă / [Larus ridibundus] pescăruș râzător, de baltă / [Nycticorax nycticorax] stârc de noapte  / [Parus ater] pițigoi de brădet / [Phalacrocorax carbo] cormoranul mare  / [Pica pica] coțofană, țarcă / [Rallus aquaticus] cârstei de baltă / [Riparia riparia] Lăstun de mal / [Sterna hirundo] chira de baltă / [Troglodytes troglodytes] ochiul boului, pânțărușul  / [Turdus merula] mierlă 
Ministerul Mediului a folosit criteriul "rămân doar speciile pentru care au fost prezentate coordonate GPS aflate strict în perimetrul ANPLS" și astfel a eliminat majoritatea pasărilor justificate.
- Pentru mai multe detalii, vizitați secțiunea din RNCS ori din site-ul Fundatiei Snagov.

### Mamifere
Din 56 specii de mamifere identificate la Snagov, 36 au diferite încadrări pentru a fi protejate.
Ministerul Mediului nu a reținut nicio specie de mamifere de protejat în ANPLS (pentru că speciile prezentate de specialiști, au avut coordonate GPS care nu se încadrau exact în perimetrul ANPLS și a fost ignorată și mobilitatea firească a acestora - nici măcar în zona tampon de până la 500m față de limitele ANPLS (de 100ha) - folosită de specialiști - deci nici măcar suprafața RNCS de 1147,7 ha, ori chiar întreg lacul cu pădurile riverane - cum ar fi cel mai firesc).
- Pentru mai multe detalii, vizitați secțiunea din RNCS ori din site-ul Fundatiei Snagov.

## Vulnerabilitate
Vulnerabilitatea ANPLS se datorează factorilor umani, o prezentare detaliată, cu cauze, măsuri și responsabilități fiind prezentată în capitolul 10 din Planul de Management al ANPLS.
Presiunea antropică asupra ANPLS, după 1989 are peste 10 cauze din care dominant este interesul imobiliar, pe când între 1930-198x, cam singurul factor era turismul de weekend practicat de populație, în sezonul dintre aprilie - septembrie, iar acela era derulat relativ sustenabil.
Vulnerabilități sunt:
- la nivel abiotic (în special calitatea apei lacului, care începe să își accelereze eutrofizarea)
- la nivel de habitate (fragmentări, modificări ale malurilor, tăieri masive de pădure, în special a arborilor seculari cu dispariția scorburilor, introducere de noi specii - alohtone etc.)
- la nivel de specii (stres, distrugere locuri pentru înmulțire etc.). Specii precum vidra de râu Lutra lutra, pisică sălbatică Felis sylvestris și alte câteva - se află în stadiul ultimelor perechi
- în lanțurile trofice (prin dezechilibre și discontinuități precum stropirile ilegale anti-insecte cu chimicale cu spectru larg, afectând de la polenizare până la hrana necesară multor categorii aflate în dependențe precum pești, amfibieni, păsări, micile mamifere etc.)
- prin blocarea căilor locale de migrație a faunei în întreaga zonă umedă, de la situl N2000 Scroviștea, prin Zona Snagov (cu cele trei arii naturale protejate) - până la situl N2000 Grădiștea - Căldărușani - Dridu.
- practicarea  sporturilor extreme (ski nautic, ski-jet, concursuri ale șalupelor puternice, ATV-uri)
- braconajul, populări ilegale cu puiet al unor specii alohtone, cu potențial invaziv precum crapii chinezești
- zgomot de la spectacole ilegale cu focuri de artificii și petarde, petreceri zgomotoase etc.
- deși există un cadrul legal suficient pentru identificarea și stoparea majorității surselor și făptuitorilor, însăși autoritățile au devenit o sursă a problemelor

## Căi de acces
- Drumul național DN1 pe ruta: București - Ploiești și Autostrada A3 (România).
- Cel mai ieftin și predictibil acces este cu autobuzului (R)447 al STB Arhivat în 14 septembrie 2018, la Wayback Machine. (din București).
- cale ferată - neutilizată în prezent (construită în 1952 și utilizată până în 1996 pentru turism și chiar navetiști)
- lacul poate fi explorat cu caiace și ambarcațiuni (pot fi închiriate și local)

## Monumente și atracții turistice

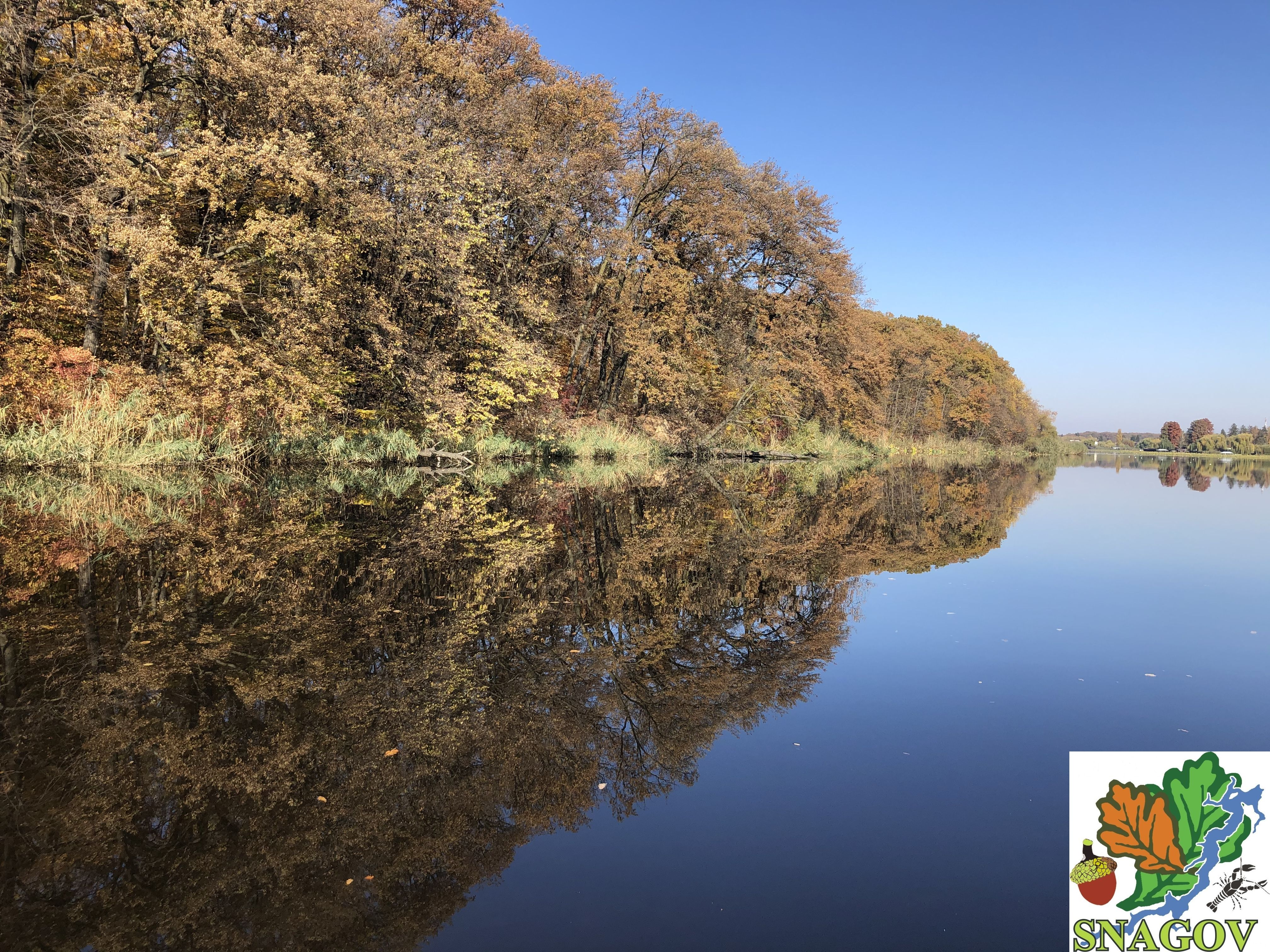
2021 - Snagov - Lac - Rezervația + Aria Naturală Protejată - ANPLS + RNCS Pădure mal stâng

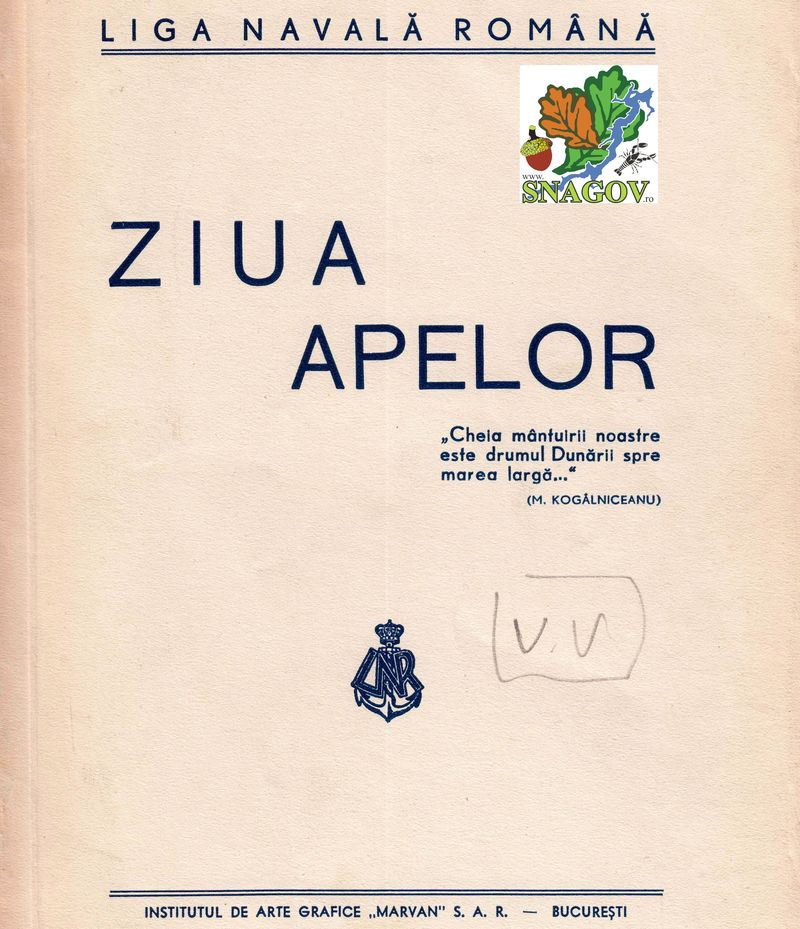
1933 - Broșura evenimentului - Ziua Apelor din 25.06.1933 - Ziua Lacului Snagov / Ziua Ariilor Protejate de la Snagov

În zona Snagov se află o mulțime de obiective și atracții de interes istoric, cultural, religios și turistic; astfel:
- Siturile N2000 (din vecinătăți): Scroviștea (sit SCI) și SPA / Grădiștea - Căldărușani - Dridu
- Centrul de Biodiversitate din Snagov și Centrul de recuperare faună
- Trasee tematice (eco-turistice) în Zona Snagov - cu audio ghid-uri
- Mănăstirea Snagov - construcție secolul al XV-lea, monument istoric clasa 1
- Mânăstirea - Regina Carmelului
- Biserici și mănăstiri din zona Snagov
- setul de monumente din fiecare sat - aferent morților din cele două războaie mondiale
- Palatul Snagov
- Colecțiile Muzeale Snagov cu 7 teme principale * Broșura de prezentare (pdf)
- Oferta eco-turistică a Zonei Snagov
- setul de troițe si fântâni publice din fiecare sat
- Evenimente anuale (recurente): 22.05 Ziua Biodiversității / 25.06 Ziua Lacului Snagov – Ziua Ariei Naturale Protejate / Ziua Racilor